# Chierici regolari minori
I Chierici Regolari Minori (in latino Ordo Clericorum Regularium Minorium) sono un istituto religioso maschile di diritto pontificio: i membri di questo ordine, detti popolarmente caracciolini, pospongono al loro nome la sigla C.R.M.

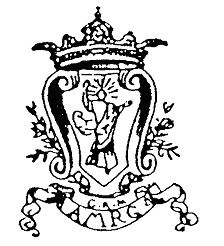
Emblema dei Chierici Regolari Minori

## Storia

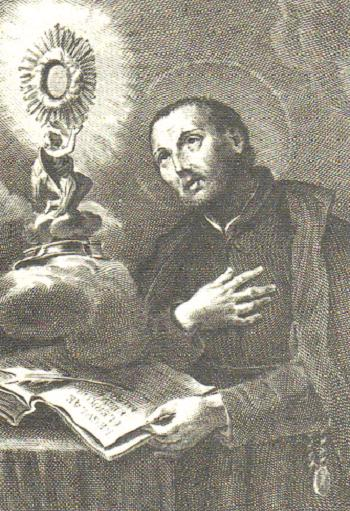
Francesco Caracciolo, fondatore dell'ordine

L'ordine sorse a Napoli nel 1588 nel clima di restaurazione cattolica dopo il concilio di Trento. Venne fondato da Giovanni Agostino Adorno (1551-1591), di famiglia patrizia e ducale genovese, insieme con l'abate Fabrizio Caracciolo (1555-1615), della famiglia dei principi di Marsicovetere, e Francesco Caracciolo (1563-1608), del ramo dei principi di San Buono: poiché dei tre fu quest'ultimo il solo a essere innalzato agli onori degli altari, Francesco Caracciolo è ritenuto il principale fondatore ed è da lui che i religiosi dell'ordine prendono il nome di "caracciolini".
Di nobile famiglia genovese, abbandonata la carriera politica, Adorno aveva deciso di dedicarsi alla vita religiosa e si era stabilito a Napoli seguendo il suo direttore spirituale, il padre teatino Basilio Pignatelli; nella città partenopea aveva aderito alla compagnia dei Bianchi, una confraternita dedita all'assistenza dei condannati a morte. Ordinato sacerdote, iniziò a progettare di istituire una nuova famiglia religiosa.
Adorno richiese la collaborazione di Fabrizio e Francesco Caracciolo (anch'egli membro della compagnia dei Bianchi): i tre si ritirarono nell'eremo dei Camaldoli di San Salvatore di Napoli, dove stesero la regola della futura congregazione, poi i due Caracciolo si recarono a Roma, dove ottennero l'approvazione di papa Sisto V (la bolla Sacrae religionis del 1º luglio 1588).
I tre fondatori e i loro primi nove compagni si stabilirono inizialmente presso la chiesa di Santa Maria della Misericordia, ma nel 1591 ottennero la chiesa di Santa Maria Maggiore, di cui Fabrizio Caracciolo era abate. Papa Gregorio XIV confermò l'ordine ed estese ai chierici regolari minori tutti i privilegi già concessi ai teatini (bolla del 18 febbraio 1591) e nel 1592 papa Clemente VIII concesse loro di emettere un quarto voto, quello di non ambire a dignità ecclesiastiche.
Nel 1595 i caracciolini fondarono la loro prima casa a Roma, presso la chiesa di San Lorenzo in Lucina, dove in seguito sarebbe stata stabilita anche la curia generalizia. A opera di Francesco Caracciolo, che fondò case a Madrid, Valladolid e Alcalá de Henares, l'ordine si diffuse rapidamente anche in Spagna. Nel XVIII secolo raggiunsero la Cina come missionari.
Francesco Caracciolo venne beatificato da papa Clemente XIV nel 1769 e canonizzato da papa Pio VII il 24 maggio 1807.

## Attività e diffusione
I caracciolini si dedicano al ministero sacerdotale (direzione spirituale, missioni, predicazione) e a varie opere di misericordia (assistenza degli infermi, dei carcerati): sono obbligati a un'ora al giorno di adorazione al Santissimo Sacramento (preghiera circolare continua) e a una penitenza straordinaria a turno.
Comunità caraccioline sono presenti in Congo, Kenya, Filippine, Germania, India, Italia e Stati Uniti d'America;  il moderatore supremo, che porta il titolo di preposito generale, risiede a Roma, presso la chiesa dei Santi Angeli Custodi.
Al 31 dicembre 2005, l'istituto contava 15 case e 86 religiosi, 44 dei quali sacerdoti.